# La maldición de la flor dorada
La maldición de la flor dorada (Curse of the Golden Flower, chino: 滿城盡帶黃金甲; pinyin: Mǎnchéng Jìndài Huángjīnjiǎ) es una película épica china de 2006 escrita y dirigida por Zhang Yimou.
Con un presupuesto de 45 millones de dólares, fue en su día la película china más cara de la historia, superando la película de Chen Kaige La promesa(无极). Fue elegida como la candidatura de China a los premios Oscar en la categoría de Mejor película en lengua extranjera en el año 2006; pero finalmente no fue nominada. Sin embargo, la película fue nominada al Oscar a Mejor Vestuario. 
El argumento está basado en la obra de teatro La tempestad (雷雨 pinyin: Léiyǔ) escrita por Cao Yu en 1934, pero en esta ocasión la trama discurre en la corte imperial de la antigua China.

## Trama
China, Dinastía Tang Posterior, siglo X.
En la víspera del Festival Chong Yang, el Emperador (Chow Yun-fat) y el segundo de sus tres hijos, el Príncipe Jai (Jay Chou), regresan de su campaña militar a Nankín para que puedan celebrar el día festivo con su familia. Sin embargo, la Emperatriz (Gong Li) ha estado en una relación incestuosa con el primogénito, el Príncipe Heredero Wan (Liu Ye), hijo del Emperador y su primera esposa. Al mismo tiempo, el príncipe heredero Wan, a su vez, ha estado en un romance con Jiang Chan (Li Man), hija del Doctor Imperial, y está dispuesto a rechazar el trono para que pueda huir con ella.
El príncipe Jai se da cuenta de la salud en declive de su madre y se confunde por su repentino interés en los crisantemos, las flores doradas. La Emperatriz explica que el té que ella bebe ha sido envenenado durante algún tiempo por el Emperador, pero que está planeando un golpe de Estado para derrocarlo, y el príncipe Jai acepta liderar el golpe. La Emperatriz contrata a una misteriosa mujer para descubrir el tipo de veneno que sufre, pero el Príncipe heredero Wan la captura y la lleva ante el Emperador. Da la casualidad de que la mujer es Jiang Shi (Chen Jin), la esposa del Doctor Imperial, a quien el Emperador encarceló hace un tiempo y se creía muerta, pero que de alguna manera escapó. El Emperador decide perdonarla y promover al Doctor Imperial como gobernador de Suzhou para alejarlos de la corte. El príncipe heredero Wan se reúne con Jiang Chan, pretendiendo renunciar al trono y huir con ella, la alcanza en el camino a Suzhou, ella le informa que la Emperatriz ha tejido 10,000 bufandas con sellos de flores doradas, pero Jiang Shi lo encuentra y lo echa fuera, para indignación de su esposo e hija. Wan regresa a la corte y se enfrenta a la Emperatriz, y cuando ella admite haber planeado una rebelión, él se siente angustiado y trata de matarse con un cuchillo, pero sobrevive.
Mientras tanto, la caravana del Doctor Imperial es traicionada y atacada por los asesinos negros del Emperador, lo que resulta en su muerte. Jiang Shi y Jiang Chan regresan a Nankín y se enfrentan al Emperador, quien se niega a responder, y la Emperatriz le explica a Jiang Chan que Jiang Shi es en realidad la primera esposa del Emperador y la madre del Príncipe Wan, lo que significa que Jiang Chan y el Príncipe Wan son medios hermanos. Jiang Chan se horroriza por esta noticia y sale corriendo del palacio. Jiang Shi la persigue, con lo cual ambas son asesinadas por más asesinos. En este punto, el tercer hijo, el príncipe Yu (Qin Junjie), de repente asesina al príncipe heredero Wan y revela que ha sido consciente de la corrupción tanto del emperador como de la Emperatriz. El príncipe Yu convoca a un grupo de sus propios soldados para asesinar al Emperador y tomar el trono. Sin embargo, aún más asesinos descienden del techo y derrotan fácilmente a los soldados del Príncipe Yu. El Emperador procede a azotar al Príncipe Yu hasta la muerte usando su cinturón.
En cuanto al príncipe Jai, lidera un asalto la plaza exterior del palacio con 10.000 soldados con armadura dorada y sellos de flores doradas. Superan a los asesinos y se dirigen a la plaza interior del palacio, pisoteando el lecho de flores doradas dispuestas para la ceremonia. Sin embargo, miles de soldados blindados de plata aparecen, siendo el ejército de reserva del Emperador, atrancan todas las salidas, atrapándolos, y portando escudos, picas, arcos y flechas, y matan a los soldados de oro hasta el último hombre. El príncipe Jai se levanta del mar de cuerpos y es tomado cautivo. Detrás de él, el patio se limpia con eficiencia mecánica por una legión de sirvientes, se retiran los cuerpos, se limpian los pisos y se colocan alfombras, y se reemplazan las macetas de flores amarillas, lo que hace parecer que la rebelión y toda la masacre nunca sucedieron.
A la medianoche, el festival comienza según lo programado. En la mesa, el Emperador expresa su decepción con el Príncipe Jai, diciendo que ya estaba planeando darle el trono a él. Se ofrece a perdonar al Príncipe Jai si este último coopera en el envenenamiento de la Emperatriz. El príncipe Jai se niega, y tras aclarar que nunca pensó en subir al trono sino en salvar a su madre, se mata a sí mismo, y mientras lo hace, su sangre se derrama en otra taza de té envenenado que se ha traído a la Emperatriz, volviendo el té rojo. Horrorizada y en absoluto colapso emocional al ver cómo, pese a todo lo ocurrido aquella noche, el emperador ha decidido seguir adelante con el festival e intentar usar a su propio hijo para castigarla por su plan para derrocarlo, la Emperatriz vuelca la bandeja con la taza donde le habían servido el té, y se muestra que, al caer, el líquido corroe la madera de la mesa, junto con la imagen de una flor dorada grabada en la madera.

## Significado del título
La dinastía Tang fue una de las dinastías más llamativas y atractivas de la historia de China. Era una época muy ostentosa. Hay un antiguo dicho chino que afirma: «El oro y el jade van por fuera, lo podrido y lo decadente van por dentro», lo cual significa que detrás de un hermoso exterior con frecuencia radica una verdad oscura y estremecedora.
El título chino de la película está tomado de la última línea de un poema de la dinastía Qi  escrito por el líder rebelde Huang Chao que también fue el emperador de la Dinastía Qi que estaba en guerra con la dinastía Tang Posterior. Huang Chao compuso el poema «Sobre el crisantemo, después de fallar el examen imperial» (不第後賦菊/不第后赋菊) o simplemente «Crisantemo»:

Cuando llegue el otoño en el Festival del Doble Nueve, / mi flor [el crisantemo] florecerá y todos los demás perecerán. / Cuando la fragancia que llega al cielo [del crisantemo] impregne Chang'an, / toda la ciudad estará vestida con una armadura dorada.

（Texto original Chino: 待到秋來九月八，我花開後百花殺。沖天香陣透長安，滿城盡帶黃金甲。）

Debido al alto perfil de la película mientras aún estaba en producción, su título, que puede traducirse literalmente como «Toda la ciudad está vestida con armadura dorada», se convirtió en una metáfora colorida para las tormentas de arena durante la primavera de 2006 en Beijing y el término «armadura dorada» (黄金甲, huángjīnjiǎ) se ha convertido desde entonces en una metáfora de las tormentas de arena entre los lugareños.

## Reparto
- Chow Yun-fat como el Emperador Ping. (大王 Dàwáng «Rey»)
- Gong Li como la Emperatriz Fénix. (王后 Wánghòu «Reina»)
- Jay Chou como el Príncipe Jai. (王子元傑 Wángzǐ Yuánjié)
- Qin Junjie como el Príncipe Yu. (王子元成 Wángzǐ Yuánchéng)
- Liu Ye como el Príncipe Heredero Wan.  ( 太子灣 Tàizǐ wān)
- Li Man como Chan el amor secreto del príncipe heredero Wan. (陳 Chén)
- Chen jin como la esposa del doctor imperial y antigua emperatriz. ( 陳金 Chén jīn)
- Ni Dahong como El Doctor Imperial. (或者大洪 Huòzhě dà hóng)

## Perspectiva histórica

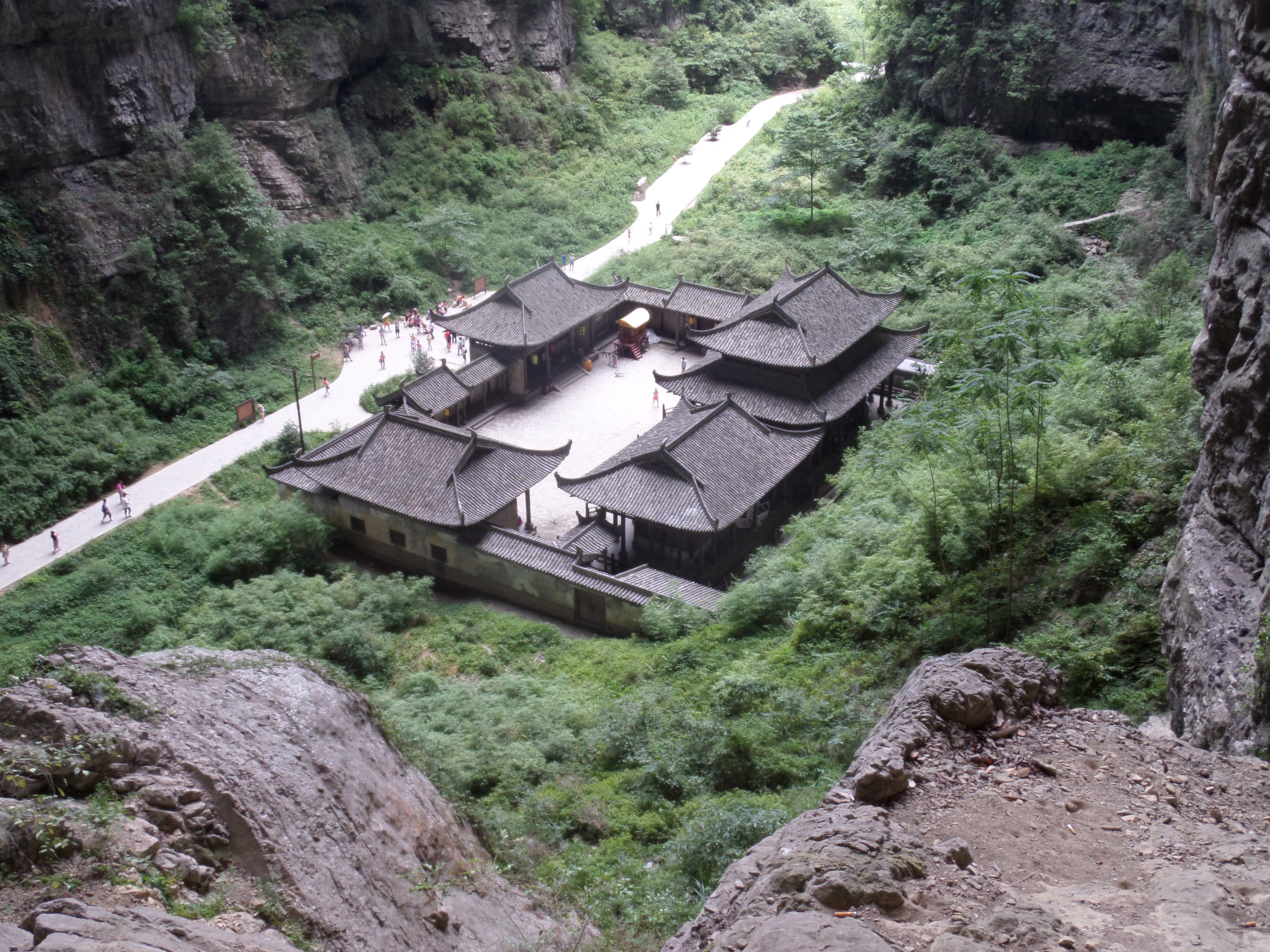
Edificios creados para la película en los Tres puentes naturales.

El guion se basa en La Tempestad, una reconocida obra china escrita por Cao Yu en la década de 1930. La trama también podría basarse en el Rey Lear.
Los dos protagonistas son conocidos en la versión china como «Rey» y «Reina», que en la versión internacional se han actualizado a «Emperador» y «Emperatriz», más estereotípicamente chinos. La distinción no es trivial, ya que el título inferior «rey» solo reclama una región definida, mientras que el «emperador» supremo reclama el dominio sobre todo el mundo (de habla china). Por lo tanto, la elección del título implica que, a pesar del esplendor de su corte, la política representada en la película no gobierna realmente a toda China.
La versión internacional indica que esta película está ambientada en la dinastía Tang en el año 928. La versión china no especifica un período de tiempo. El guion publicado de la película indica que está ambientado durante la dinastía Shu posterior del período de las Cinco dinastías y diez reinos. Ni la dinastía Tang (618–907) ni la dinastía Shu posterior (934–965) existieron en el año 928, aunque otro estado llamado «Tang», conocido como dinastía Tang posterior en la historia, sí. Al igual que otros estados chinos Wu, Chu, Min, Han del Sur, Jingnan y Wuyue, además de la dinastía que gobernó a los Kitán, la dinastía Liao (conocido como Kitán en 928). Sin embargo, los gobernantes Tang posteriores fueron conocidos como «emperadores» (皇帝) y nunca «Reyes» (大王), y de todos los estados mencionados anteriormente, solo los gobernantes Chu, Wuyue, Min y Jingnan podrían ser llamados «Rey» por sus súbditos en 928.
Suzhou está evidentemente bajo la jurisdicción del estado que aparece en la película, ya que el emperador puede nombrar al Dr. Jiang su gobernador. Esto reduce el número de candidatos a los estados con territorio en el delta del río Yangzi.

## Críticas
Representante al Oscar 2006 por China. En Estados Unidos obtuvo excelentes críticas.

«Deslumbrante, amanerada y escandalosamente falta de vida (...). El resultado es como una inyección en vena de una Semana China de grandes almacenes, ni más, ni menos».
Jordi Costa: Diario El País 

«La película más operística y visualmente más esplendorosa del año».
Claudia Puig: USA Today

«Una especie de delirio operístico (...) visualmente brillante. (...) Mr. Chow, el emperador, entrega una interpretación de asombrosa intensidad (...) Su partenaire, la incomparable Miss Gong, está más que inspirada».
Jeannette Catsoulis: The New York Times

«La película tiene de todo para enganchar el interés del espectador, pero poco para sostenerlo».
Jonathan Rosenbaum: Chicago Reader

## Premios y nominaciones
La maldición de la flor dorada ganó cuatro premios de los 14 a los que estaba nominada en la edición de 2007 de los Premios de Cine Hong Kong: a Mejor Actriz (Gong Li), Mejor Dirección de Arte (Huo Tingxiao), Mejor Diseño de Vestuario y Maquillaje (Yee Chung-Man) y Mejor Canción Original ("菊花台" (Chrysanthemum Flower Bed) de Jay Chou).